# Gladys Huntington
Pour les articles homonymes, voir Huntington.
Gladys Huntington, née Parrish le 13 décembre 1887 à Philadelphie (Pennsylvanie) et morte fin avril-début mai 1959 à Amberley (en) (Sussex de l'Ouest), est une romancière américaine. Elle est l'auteur d'un unique roman connu, Madame Solario.

## Biographie
Gladys Parrish naît dans une famille de quakers de Pennsylvanie. Elle épouse sur le tard Constant Huntington, éditeur chez Putnam, et descendant de l’une des grandes familles puritaines de Nouvelle-Angleterre.
Très déprimée, malgré ou à cause du succès de son unique roman publié anonymement en 1956, elle se suicide trois ans plus tard. Elle laisse un roman inachevé (et jamais publié), The Ladies’ Mile.
Sur la stèle posée sur sa pierre tombale est inscrite la mention : « épouse de Constant Huntington et fille d’Alfred Parrish ».

## Publications
- 1934 : Carfrae’s Comedy (disparu[2])
- années 1950 : My Mother Dancing et A Tiresome Accident, nouvelles parues dans le New Yorker
- 1956 : Madame Solario ; traduction française parue chez Stock[3] en 1957

## Sources
- « Madame Solario, tout un roman » par Bernard Cohen, sur liberation.fr